# Miquelon repülőtér
A Miquelon repülőtér (IATA: MQC, ICAO: LFVM) Saint-Pierre és Miquelon két repülőtere közül a kisebbik, mely Miquelon-Langlade városa közelében található. A repülőtérről csak Saint-Pierre repülőterére indulnak járatok, melyeket az Air Saint-Pierre üzemeltet.

## Képgaléria

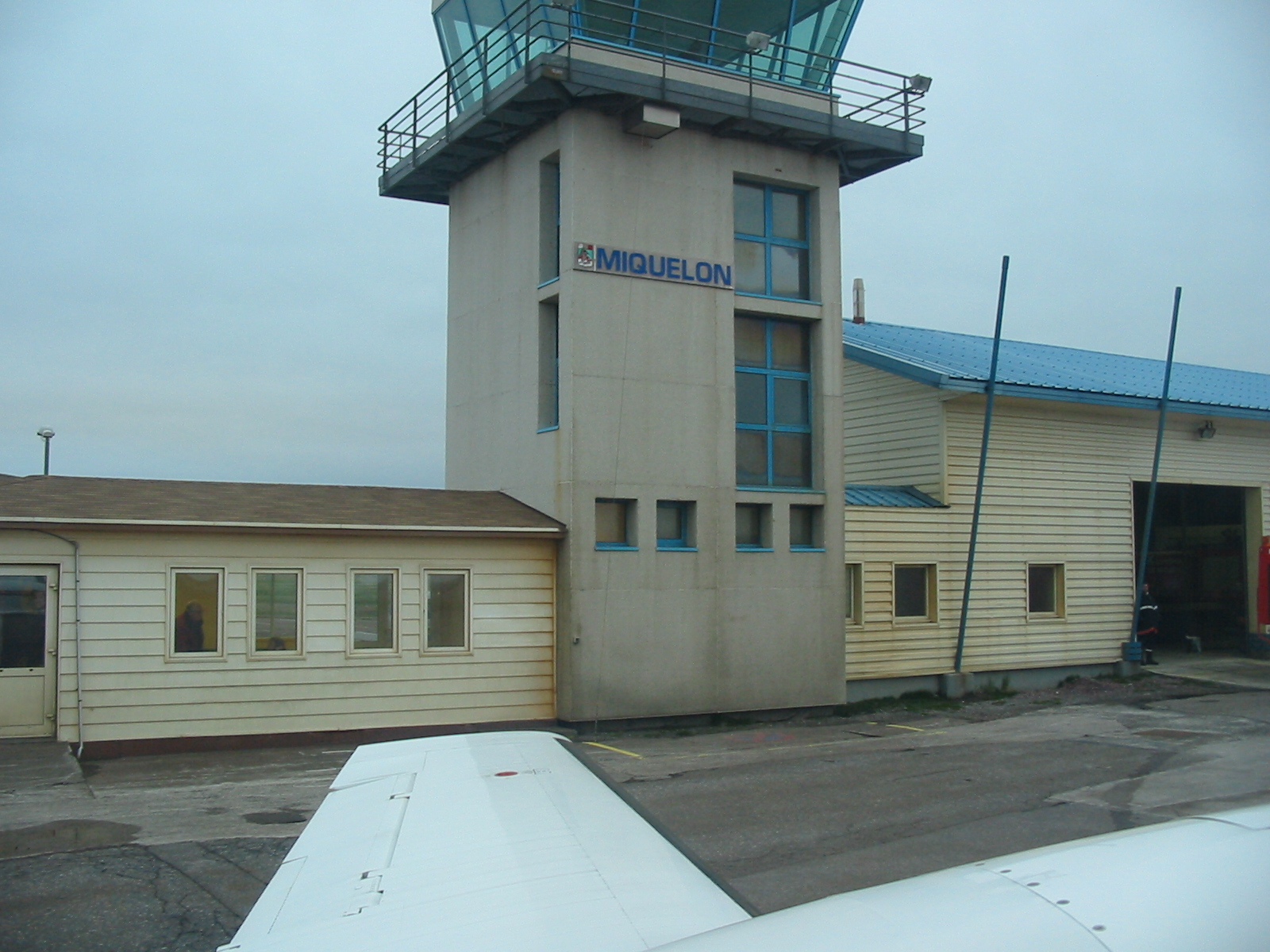
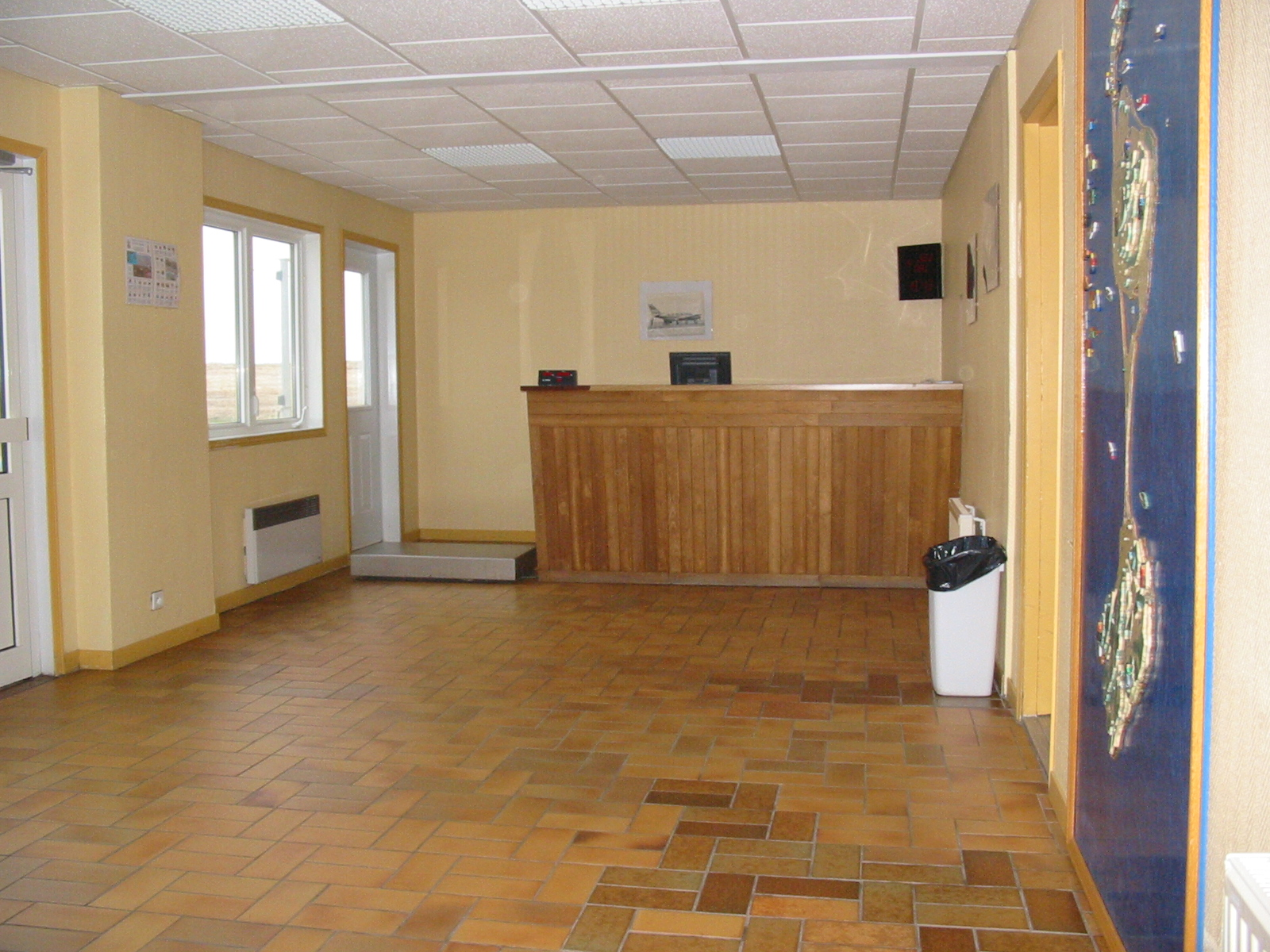

## Forgalom
Az utasforgalom az elmúlt években az alábbi módon változott:
| Utasok száma | 9884 | 7286 | 6663 | 5838 | 13 908 | 7881 | 9126 | 7785 | 6378 | 6929 |
|              | 1998 | 2000 | 2003 | 2006 | 2009   | 2011 | 2014 | 2016 | 2020 | 2022 |